# Love Me (Justin Bieber)
Love Me è una canzone elettropop dell'artista canadese Justin Bieber. Il brano è stato pubblicato in esclusiva per iTunes come primo singolo digitale di debutto del cantante, il 26 ottobre 2009. La canzone prende spunto da "Lovefool" della band svedese The Cardigans. "Love Me" è stato uno dei brani con maggior successo dell'album, anche se è stato pubblicato solo tramite iTunes.
Il video musicale ufficiale del brano è stato pubblicato il 3 agosto 2010 e simboleggia un "omaggio ai suoi fan in tutto il mondo, ringraziandoli per il loro sostegno". Le scene sono composte per la maggior parte di esibizioni dal vivo, con l'aggiunta di filmati dietro le quinte; Bieber è collocato con alle proprie spalle uno sfondo bianco e blu. Bieber ha eseguito la canzone in numerose occasioni, soprattutto nel Tour Fearless.

## Il brano
Il brano è stato prodotto e scritto da Bruno Mars, Philip Lawrence e Ari Levine. La miscelazione è stata effettuata da Dave Pensado e Jaycen-Joshua Fowler, agli "Larrabee Studios" di North Hollywood, California. Taylor Graves e Bonnie McKee hanno fornito la voce dei cori.

## Composizione e ricezione critica
La canzone è stata una delle più famose dell'album. Mikael Wood di Entertainment Weekly ha dichiarato: "Bieber ha mostrato il suo meglio con "Love Me". Mark Hirsh The Boston, che è stato uno dei pochi recensori che ha dato all'album un'analisi variegata, ha dichiarato che "Love Me" è stata una canzone essenziale sul set. Washington Post ha anche citato la canzone come una delle migliori dell'album. Mike Diver, di BBC Music sostiene che la canzone sia "una reinterpretazione electro-infuso di The Cardigans ' Lovefool, dove Bieber propone il giusto tipo di atteggiamento, giocoso e accattivante ".

## Successo commerciale
"Love Me" debuttò nel Canadian Hot 100, dove ha trascorso dodici settimane non consecutive nella classifica canadese. Nella settimana terminata il 10 gennaio 2010, "Love Me" è entrata nella UK Singles Chart classificandosi ottantaduesima, risalendo poi la classifica fino ad aggiudicarsi il settantunesimo posto. Ha debuttato in Australia e ha raggiunto la top-100.

## Video
Justin Bieber si esibisce proponendo un cuore con uno sfondo blu relativo al tema della canzone. Bieber video di "Love Me" è stato diretto da Alfredo Flores con Bieber come co-regista. Esso è stato pubblicato il 3 agosto 2010. Bieber ha dichiarato che il video serve come "omaggio ai suoi fan in tutto il mondo, ringraziandoli per il loro sostegno". Le scene sono realizzate per la maggior parte su performance dal vivo. Altre scene del video inquadrano riprese dietro le quinte, tra cui le sessioni di prove, gli incontri ed i saluti con i fan, apparizioni in radio, scherzosamente in giro con la carta igienica si conficca fuori dei pantaloni, e le scene con amici e familiari. Anche il mentore di Bieber, Usher, fa un'apparizione nel video.
Il video ha ottenuto la certificazione Vevo.

## Classifiche
| Classifica (2009/2010) | Posizione massima |
| ---------------------- | ----------------- |
| Australia              | 65                |
| Canada                 | 12                |
| Regno Unito            | 71                |
| Stati Uniti            | 37                |